# Jules Coen
Jules Coen (Borgworm, 24 januari 1928 - 4 juli 2014) was een Belgisch senator.

## Levensloop
Coen was actief in de zaadteelt en was van 1954 tot 1982 de baas van een importmaatschappij in deze sector. Hij was tevens van 1971 tot 1974 voorzitter van de vereniging voor Belgische importeurs en exporteurs in de zaadteelt en van 1972 tot 1985 voorzitter van de Kamer voor verzoening en bemiddeling inzake granen en zaden.
Jules Coen werd politiek actief voor de liberale PLP en haar opvolger PRL en werd in 1964 verkozen tot gemeenteraadslid van Borgworm, wat hij bleef tot in 1988. Van 1965 tot 1977 zetelde hij eveneens in de provincieraad van Luik, waar hij van 1966 tot 1974 quaestor en van 1974 tot 1977 secretaris was. Ook vertegenwoordigde hij tussen 1971 en 1975 zijn provincie in de Gewestelijke Economische Raad voor Wallonië.
In 1977 maakte hij de overstap naar de nationale politiek en werd hij provinciaal senator in de Senaat. Van 1977 tot 1978 en van 1981 tot 1985 vertegenwoordigde hij er de provincie Luxemburg en tussen 1978 en 1981 de provincie Henegouwen. Door het toen bestaande dubbelmandaat zetelde Coen eveneens in de Cultuurraad voor de Franse Cultuurgemeenschap (1977-1980) en de Waalse Gewestraad en de Raad van de Franse Gemeenschap (1980-1981). Van 1981 tot 1985 was hij secretaris van de Senaat en hij was er van 1983 tot 1985 ook voorzitter van de commissie belast met de coördinatie, de harmonisatie en de vereenvoudiging van de wetgeving inzake sociale zekerheid in het kader van een globale hervorming. Na zijn vertrek uit de Senaat in 1985 bleef Coen nog tot eind 1988 actief in de lokale politiek.